# Kultura Bosne in Hercegovine
Kultura Bosne in Hercegovine, države v jugovzhodni Evropi, se najprej navezuje na opazne kulturne prakse njenih prebivalcev.     
Iz preteklosti je arhitekturnega in umetniškega bogastva nešteto in iz te iste preteklosti se je ustvaril velik intelektualni in umetniški razvoj. 
Bosna in Hercegovina je bogata dežela umetnosti in kulture. Njeno glavno mesto Sarajevo je bilo intelektualna in umetniška prestolnica Balkana. Na zgodovino države so vplivale velike civilizacije, ki so si sledile. Rimska in bizantinska osvajanja, obleganja Madžarov, Otomanov in Avstro-Ogrske so vplivali na ustvarjanje in vzbujali vse poklice. Zlasti raznolikost religij je povzročila nastanek prvih besedil in slik, povezanih s pravoslavnimi in katoliškimi cerkvami, mošejami in sinagogami.
Državljanska vojna je pretresla državo in med vojno 1992-1995 je bilo uničenih več kot tretjina bosanskih zgodovinskih spomenikov (memoricid), kot so Narodna knjižnica Sarajevo (avstro-ogrska arhitektura) ali znamenita mošeja Foča (15. stoletje), ki je bila ena najlepših v državi. Velik del muslimanske verske dediščine (2000 spomenikov) je bil metodično uničen, posledično o tej civilizaciji ni ostalo nobene sledi. Danes je po zaslugi Unesca veliko teh spomenikov na seznamu in zabeleženih, kot npr. Stari most, most v Mostarju (16. stoletje).